# Enrico Chelodi
Enrico Chelodi (Cavalese, 19 settembre 1982) è un hockeista su ghiaccio italiano, milita come attaccante nell'HC Fiemme, squadra della Italiano Hockey League.

## Carriera

### Club
Enrico Chelodi, fratello minore di Armando, anch'egli giocatore di hockey su ghiaccio, crebbe nel settore giovanile della squadra del proprio paese, l'HC Fiemme. L'esordio nei campionati professionistici avvenne con la SHC Fassa, nel corso della stagione 2000-2001, nella quale in due incontri mise a segno la propria prima rete.
L'anno successivo decise di trasferirsi all'HC Bolzano, con cui sarebbe rimasto fino al 2006. Nel periodo trascorso con le "Foxes" Chelodi conquistò i suoi primi trofei in carriera, sollevando una Coppa Italia ed una Supercoppa Italiana. In totale nelle cinque stagioni col Bolzano Chelodi segnò 23 reti e fornì 50 assist in un totale di 227 partite giocate.
Per la stagione 2006-2007 passò al SG Cortina, con cui vinse il suo primo scudetto. Chelodi rimase anche la stagione successiva, totalizzando 47 punti in 92 incontri disputati. Nel 2008 scelse di andare in Serie A2 presso in SV Caldaro; dopo una prima stagione conclusa con 55 punti in 39 partite il giocatore accettò il rinnovo per un secondo anno, nel quale in 30 match collezionò 37 punti.
Dopo l'esperienza a Caldaro Chelodi si spostò di pochi chilometri per andare a giocare con l'HC Egna-Neumarkt, altra squadra di A2. Al termine del campionato conquistò il titolo di miglior assist-man del campionato, con 41 assist forniti in 30 partite di stagione regolare. Nella primavera del 2011 Enrico giocò una partita di playoff per l'HC Fassa, squadra da cui fu poi ingaggiato ufficialmente poche settimane dopo.
Con il ritorno dell'Hockey Club Fiemme in Serie B, Chelodi è sceso di categoria tornando nella sua città natale.

### Nazionale
Enrico Chelodi esordì con la Nazionale italiana nella selezione Under-18 in occasione dei mondiali di categoria di Prima Divisione del 1999 e del 2000, con 4 assist in 10 partite. In 5 presenze fornì due assist. Anche con la squadra Under-20 disputò alcuni mondiali con 2 punti in 15 partite.
Chelodi ebbe inoltre la possibilità di disputare con la prima squadra in Campionato mondiale di hockey su ghiaccio del 2006 disputato in Lettonia. In quell'occasione giocò 5 partite.

## Palmarès

### Club
- Campionato italiano: 1

Cortina: 2006-2007
- Coppa Italia: 1

Bolzano: 2003-2004
- Supercoppa italiana: 1

Bolzano: 2004

### Individuale
- Maggior numero di assist della Serie A2: 1

2010-2011 (41 assist)